# Omphale deplanata
Omphale deplanata är en stekelart som beskrevs av Christer Hansson 1996. Omphale deplanata ingår i släktet Omphale och familjen finglanssteklar. Inga underarter finns listade i Catalogue of Life.